# Raymakers

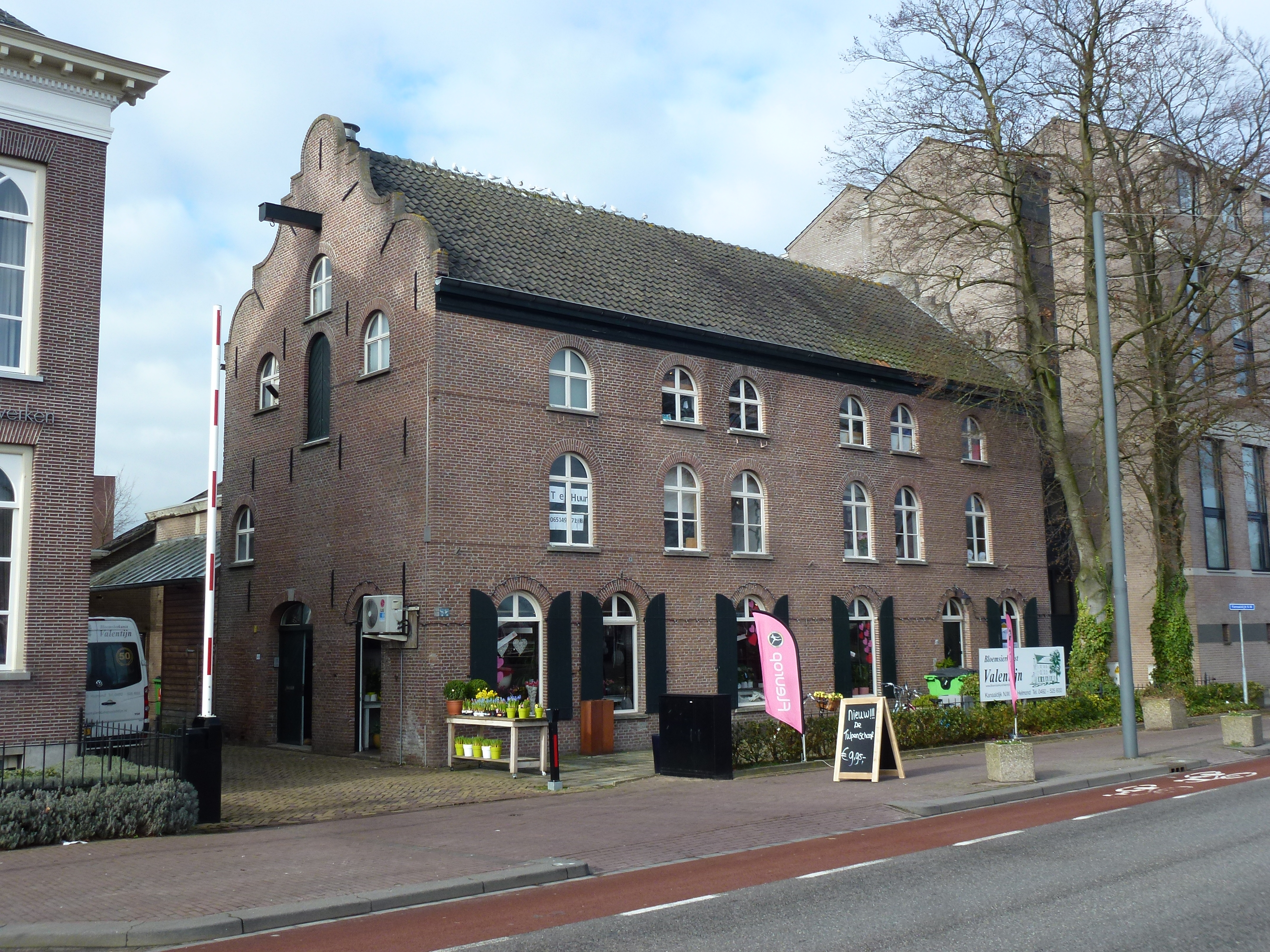
Voormalig gebouw van Raymakers in Helmond aan de Kanaaldijk N.W. 49

Raymakers is een textielbedrijf met als oorsprong en huidige hoofdvestiging Helmond en na diverse nevenvestigingen sinds 1905 een weverij te Gemert (plaats). Als jaar van oprichting hanteert het bedrijf 1774, maar feitelijk is het enkele jaren eerder te dateren.

## Geschiedenis
De firma Raymakers dateert van 1772 als een weefbedrijf en werd gestart door Johannes Raymakers (1735-1818). Hij was de zoon van Henricus Raymakers, die kort voor 1730 vanuit Bakel naar Helmond verhuisde en daar actief was in de textiel. Johannes was als weefbaas lid van het weversgilde en trad zelfstandig op als inkoper van garens in Haarlem. In Helmond had hij wevers in dienst en de weefsels, zoals boekbinderslinnen, verkocht hij in Haarlem en Amsterdam.

### Ramaer
Johannes' zoon, Anthony Raymakers (1777-1866) zette het bedrijf voort en beschikte in 1810 over 10 weefgetouwen. In 1811 ging hij een verbond aan met de protestantse kapitaalverschaffer Willem Ramaer. Zo ontstond de firma Raymakers & Ramaer, die een kleine fabriek bezat waaraan een ververij en een blekerij waren verbonden. Men verwerkte zowel linnen als katoen. Het bedrijf kreeg in de jaren 30 van de 19e eeuw grote opdrachten van de Nederlandsche Handel-Maatschappij voor het leveren van katoentjes, die verkocht werden in Nederlands-Indië. Zo waren er omstreeks 1840 al ongeveer 300 thuiswevers in dienst van het bedrijf.
Anthony Raymakers fungeerde ook als geldschieter voor middenstanders en boeren. Hij bezat gronden te Bakel, Erp en Mierlo en exploiteerde ook boerderij De Heibloem bij Stiphout.

### A. Raymakers & Zonen
In 1849 gingen Raymakers en Ramaer uit elkaar. Anthony Raymakers zette het bedrijf voort met zijn twee zonen: Johan Raymakers en Henri Raymakers. Het bedrijf heette vanaf toen: A. Raymakers & Zonen. In 1857 werd het aan de Kanaaldijk N.W. gelegen fabriekje van de firma Bots uit 1840 gekocht, dat later als het Auw fabriekske bekend zou komen te staan. Ook het naastgelegen herenhuis werd aangeschaft. Voorheen stond de fabriek aan De Wiel, langs de Aa, alwaar het water sterk werd verontreinigd door het uitstorten van onbruikbaar geworden verwstoffen. Dit leidde tot klachten van de omwonenden. Toen Anthony in 1866 stierf zetten Johan en Henri, samen met hun jongste broers Jacques en Anton, het bedrijf voort. De nu middelgrote onderneming introduceerde de eerste stoomweefgetouwen, inclusief stoommachine, in 1880. Jacques en Henri waren ook betrokken bij het exploiteren van de Helmondse Watermolen.

### Kaulen
De roodververij van G.W. Kaulen werd, na diens dood in 1859, door Johan en Anton voortgezet, samen met de weduwe Kaulen (G.W. Kaulen & Co.). In 1884 werd deze ververij geheel door Johan Raymakers overgenomen. Anton stierf in 1877 en in hetzelfde jaar trad Jacques terug. Uiteindelijk bleef Johan over en namen diens zoons, waaronder Karel Raymakers, het bedrijf geleidelijk over.
Omstreeks 1900 had de weverij 300 werknemers en was daarmee in grootte het tweede textielbedrijf van Helmond. Hiernaast waren er nog omstreeks 65 werknemers bij Kaulen werkzaam.

### 1900-1945
In 1914 was Raymakers, samen met Kaulen, het grootste Helmondse textielbedrijf. Kaulen had een aantal haspelarijen in de omliggende dorpen en sedert 1905 had Raymakers een weverij in Gemert. In 1917 werd de ververij grotendeels door brand verwoest en daarna geleidelijk opgeheven. Er werden echter nieuwe producten geïntroduceerd, zoals dekens vanaf 1914. Hierin was Piet de Wit al voorgegaan. Ten behoeve van de dekenfabricage werd een spinnerij gebouwd (1917). Vanaf 1920 werd pluche vervaardigd. Het personeelsbestand groeide tot 500 à 600, al werd de fabriek regelmatig geteisterd door brand.
De crisistijd leidde tot protectiemaatregelen, waarop de export naar Engeland stilviel. Hierop startte Karel in Accrington de veloursweverij Raymakers Brothers ltd.. In 1934 nam Raymakers het failliete Helmondse bedrijf Prinzen & Van Glabbeek over.Raymakers, dat in 1929 een Naamloze Vennootschap werd, bleef een familiebedrijf. Het werd geleid door Frans Raymakers (1867-1945).

### 1945-2000
In 1951 werd het predicaat "Koninklijke" verleend aan het bedrijf, dat in hetzelfde jaar nog aanzienlijk uitbreidde, onder andere met een watertoren die een reservoir van 150.000 liter bezat. Het bedrijf groeide in de jaren daarna nog verder en was op vele terreinen actief: bonte weefsels, dekens, pluche, boekbinderslinnen en kunstleer onder de naam RAVI (Raymakers Veredelings Industrie). Ook was de Tilburgse NV Blomjous overgenomen en geïntegreerd in Prinzen & Van Glabbeek. Hier was ook het tricot- en confectieatelier Prélude opgericht. Met het Hilversumse Veneta produceerde men tuffed tapijten onder de nam Raventa. Op het hoogtepunt werkten er 1200 tot 1500 mensen.
Midden jaren 60 van de 20e eeuw droegen Johan en Karel de leiding over aan Ruud Raymakers. Deze moest het bedrijf stroomlijnen, waartoe eerst de damastweverij werd gesloten, in 1966 de dekenweverij en in 1969 Raventa.Het was in deze tijd moeilijk om aan personeel te komen. In 1970 kwamen er voor het eerst gastarbeiders, en wel uit Joegoslavië. Spoedig daarna begon het slecht te gaan in de textielindustrie. In 1978 ging men samenwerken met Diddens & Van Asten en in 1979 werd de spinnerij gesloten. In 1981 werkten in het hoofdbedrijf te Helmond en de weverij te Gemert nog 275 mensen. Ook na ontslag van 75 personeelsleden dat jaar werd de situatie niet beter. Na vijf jaar van aanhoudende verliezen volgde in 1982 surseance en nog weer 50 ontslagen. Ondertussen ging Raymakers, na verzelfstandiging van de bontweverij, zich specialiseren op velours, waarbij de concurrenten Hatéma en Artex (respectievelijk 25 en 40% van de poolweefselproductie in Nederland in 1982 tov 25% van Raymakers) de productie hiervan op termijn staakten.

## 21e eeuw
Door specialisatie in deze stof bleek het bedrijf te kunnen overleven. Op 14 juli 2008 werd het Britse bedrijf Pile Fabric Dyers overgenomen, een in 1964 opgerichte bedrijf gespecialiseerd in het verven en veredelen van velours. De bedrijven in Engeland en Nederland zijn medio 2023 overgenomen door het Zwitserse bedrijf Lantal Textiles. Raymakers krijgt als producent van velours voor onder meer theaters en hotels een leidende rol in een nieuwe Lantal-divisie voor interieurtextiel onder de naam: Royal Dutch Textile Mills. Er werkten anno 2023 120 mensen. Maar het kwam in 2024 in zwaar weer. Overname door Vescom bracht redding. Vescom investeerde in de velourstak en nam in 2025 het Italiaanse Redaelli 1893 over, wat werk voor de vestiging in Helmond en Gemert betekent. Het bedrijf beschikt in Helmond over een imposant historisch fabrieksgebouw met een karakteristieke watertoren die nog steeds in gebruik is.